# Rajna–Rhône-csatorna

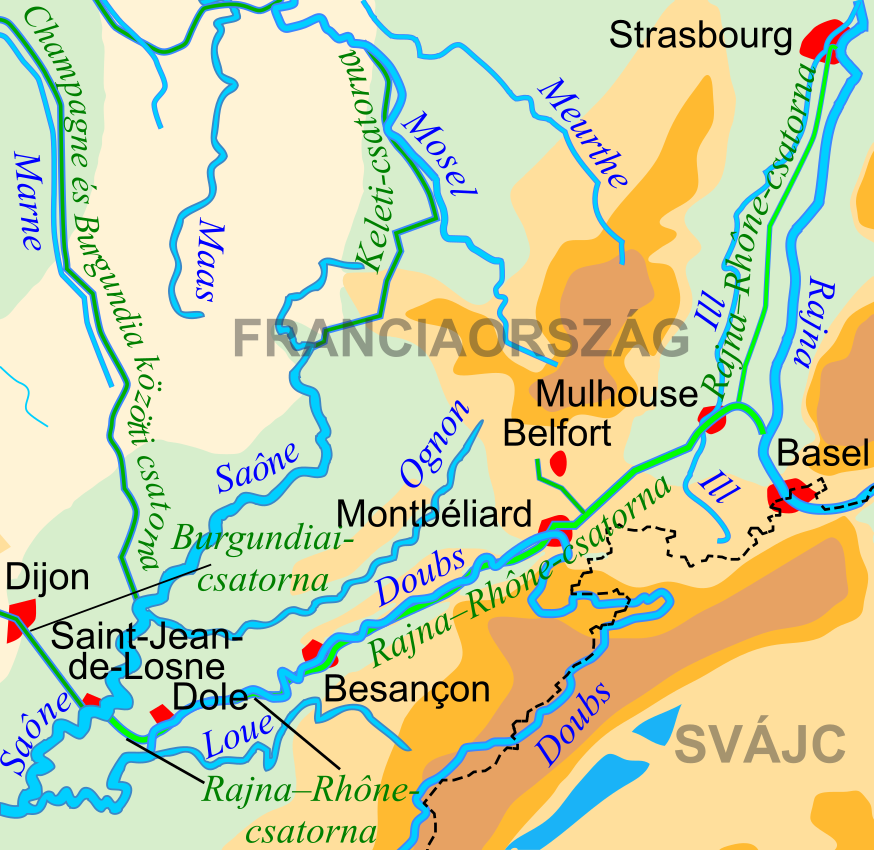
Rajna–Rhône-csatorna térképe

A Rajna–Rhône-csatorna két franciaországi régió, Burgundia-Franche-Comté és Grand Est területén folyik. 1783-tól 1834-ig épült és Strasbourg mellett, a csatornázott Illnél kezdődik. 44 zsilipen keresztül a mulhouse-i kikötő összekötő csatornájáig halad, onnan 43 zsilipen az egykori német–francia határig, 340 méterre emelkedik, végül a Doubs folyón keresztül L’Isle-sur-le-Doubs között a csatornázott Saône-hoz vezet. A 19. század végén az első vonalon 200 tonnás, a másikon csak 150 tonnás hajók közlekedtek.